# Крейцингер, Йозеф

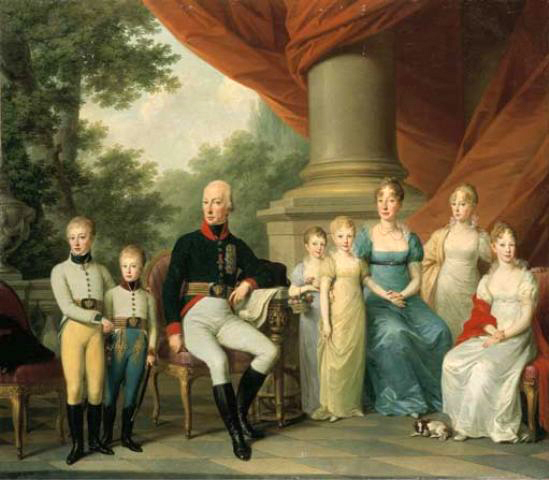
Портрет императорской семьи, около 1805 г.

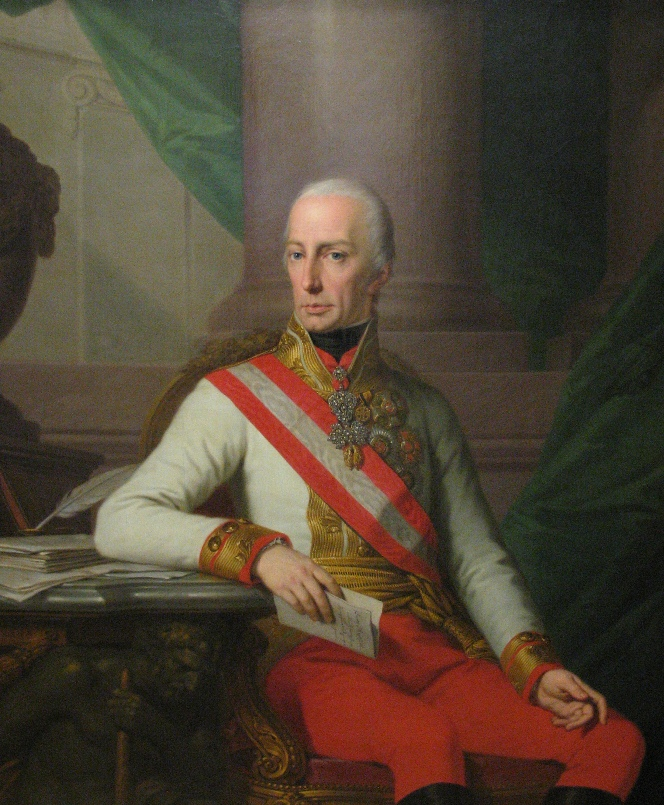
Портрет австрийского императора Франца I, около 1820 г.

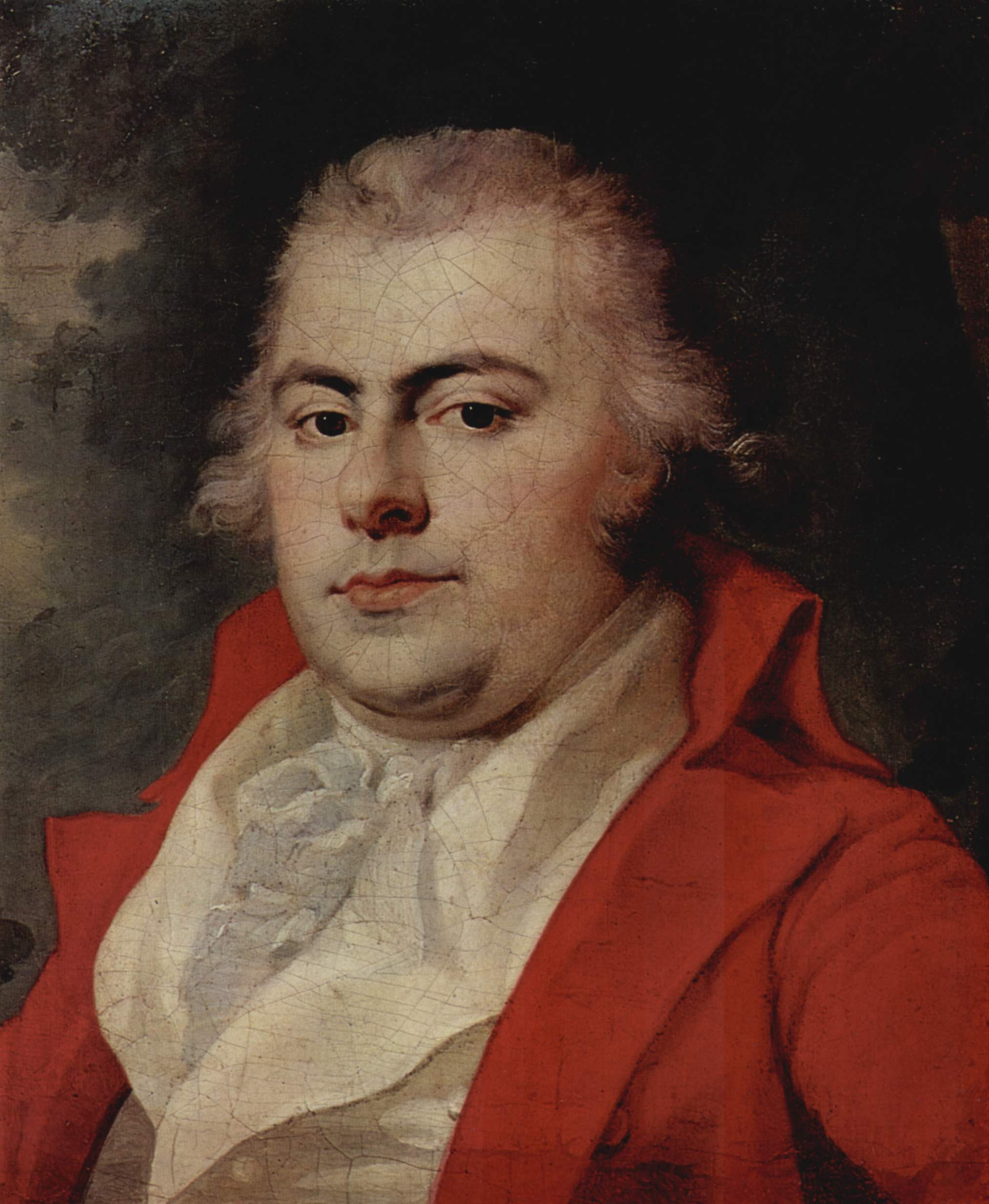
Портрет князя Алексея Голицына, русского посла в Вене, около 1800 г.

Йозеф Крейцингер (нем. Joseph Kreutzinger, 10 января 1757, Вена — 14 июля 1829, там же) — австрийский портретист.

## Жизнь
Все, что известно о жизни Крейцингера, это то, что с 1768 года он учился в Венской Академии изящных искусств, где был учеником Фридриха Генриха Фюгера. Он жил в Мюнхене и Санкт-Петербурге и вернулся в Вену в 1793 году. Йозеф Крейцингер стал здесь придворным и камерным художником .
Йозеф Крейцингер был прапрадедом писателя-декадента Гуго фон Гофмансталя.
В 1936 году в честь художника была названа улица Крейцингергассе в Майдлинге, районе Вены.

## Творчество
Крейцингер — незаслуженно забытый художник, немногие сохранившиеся картины его кисти неизменно находятся на высоком художественном уровне. Однако, как современник Генриха Фридриха Фюгера, постоянно оказывается в его тени, даже если ему и уделяют какое-либо внимание в истории искусства. Крейцингер был одним из самых популярных портретистов венской знати и буржуазии. По стилю он принадлежал к венскому позднему классицизму, принявшему отголоски французского позднего рококо. В творчестве Крейцингера, как и в случае с Фюгером, можно увидеть влияние английских портретистов Джошуа Рейнольдса или Томаса Гейнсборо. Можно также увидеть параллели с немецко-швейцарским художником Антоном Граффом.
Его портреты отличаются насыщенным колоритом и интересны ещё и тем, что документируют общественную жизнь его времени. Существенным аспектом его работ является психологическая проницательность, сочетающаяся с качественной техникой живописи. Лишь несколько художников из его окружения поняли, как с сопоставимой остротой проработать индивидуальность человека, и отказались от приукрашивания портретов.

## Некоторые работы
- Портрет императора Франца II / I. (Вена, Военно-исторический музей), около 1820 г., холст, масло, 134 × 103 см
- Портрет Карла Фердинанда Графа Кински (Вена, Галерея Бельведер), около 1790 года, холст, масло
- Портрет Франца II, 1806 г.
- Портрет Ференца Казинци (Будапешт, Венгерская академия наук), 1808 г., холст, масло, 51 × 45 см
- Портрет Евы Пасси (Вена, Österreichische Galerie Belvedere), около 1810 г., холст, масло
- Портрет Генрика Любомирского
- Портрет императрицы Каролины Огюст, Венские музеи движимого имущества
- Портрет доктора профессора Прохаски, Венский музей
- Портрет Леопольда II, 1790 г. (гравюра на меди), Городской архив Брайзаха